# High-aspectfok
De high-aspectfok is een term uit de zeilvaart, waarmee een van de zeilen van een zeilschip aangeduid wordt.
High-aspect duidt op de Engelse term high aspect ratio, vertaald betekent het een hoge kantverhouding. Hiermee wordt gedoeld op de hoogte-breedteverhouding van het zeil. Een hoge verhouding (high aspect) betekent een hoog slank zeil en een lage verhouding (low aspect) betekent een laag breed zeil.
De high-aspectfok is hoofdzakelijk bedoeld voor het hoog aan de wind zeilen. Het is een hoog, slank zeil met een maximale voorlijklengte en een breedte iets voor de mast. De high-aspectfok maakt gebruik van het feit dat de meeste kracht (lift) ontwikkeld wordt in het voorste deel van het zeil. De wind wordt hier het meest omgebogen. Het deel meer naar het achterlijk levert naar verhouding veel minder kracht op. Hierdoor maakt dit zeil optimaal gebruik van de beschikbare voorstaglengte zonder een groot zeiloppervlak te gebruiken. Het zeil kan daardoor over een groot spectrum aan windkracht (ca. 2 Bft tot 6 Bft) gevaren worden, zonder veel snelheidsverlies of verlies aan controle. De nieuwste generatie zeilschepen als die in de Americas Cup en de Volvo Ocean Race gebruiken dit fenomeen van high aspect ratio. Het resulteert in hoge smalle zeilen, zowel grootzeil als fok. Het onderlijk van de high-aspectfok ligt vrij dicht tegen het dek aan, zodat ook onder in het zeil maximale kracht ontwikkeld wordt. Tevens zorgt dit ervoor dat de luchtstroom beter tussen fok en dek "gevangen" blijft, wat weer aan extra kracht bijdraagt.
Deze speciale fok wordt in sommige gevallen bovenin voorzien van zeillatten om het achterlijk beter onder controle te houden. Ook de schoothoek is zwaar verstevigd door de krachten die op het zeil komen te staan bij optimale trim.